# Coalition du peuple pour l'Azawad
Pour les articles homonymes, voir CPA.
La Coalition du peuple pour l'Azawad (CPA) est mouvement politique et militaire touareg formé en 2014 pendant la guerre du Mali.

## Fondation
La CPA est formée officiellement le 18 mars 2014 à Hassi Labyad, une localité dans le désert à 350 kilomètres au nord-ouest de Tombouctou, devant une assemblée de 700 personnes,. 

## Historique
Le mouvement est fondé par Ibrahim Ag Mohamed Assaleh, ancien haut cadre du MNLA. Il revendique également le ralliement de membres du MNLA, du HCUA et du MAA. À l'été 2014, la CPA rallie la Coordination des mouvements de l'Azawad (CMA).
Le 21 mai 2015, Ibrahim Ag Mohamed Assaleh est exclu de la CPA. Le mouvement affirme dans communiqué que : « Cette décision fait suite à son insistance à ne pas adhérer à l’engagement des populations civiles et militaires militantes de la CPA qu’elles ont solennellement exprimés depuis le 15 mai 2015 en signant l’Accord de paix et de Réconciliation au Mali. » Le Secrétaire-général de la CPA est alors Mohamed Ousmane Ag Mohamedoun,,.
Un congrès est tenu du 30 juillet au 1er août 2016 à Soumpi, dans lequel Mohamed Ousmane Ag Mohamedoun et Ibrahim Ag Mohamed Assaleh signent une entente. À l'issue du congrès, Mohamed Ousmane est plébiscité comme secrétaire-général de la CPA.
Le 20 novembre 2016, Ibrahim Ag Mohamed Assaleh annonce la dissolution de la CPA et son ralliement au MNLA. Cependant ces déclarations sont contestées par Mohamed Ousmane Ag Mohamedoun qui affirme qu'Ibrahim Ag Mohamed Assaleh ne représente plus le mouvement.
Le 11 novembre 2017, la CPA fonde avec d'autres groupes la Coordination des mouvements de l’entente (CME),.
Le mouvement est représenté au Conseil national de la transition.

## Effectifs
Début mars 2014, Ibrahim Ag Mohamed Assaleh revendique jusqu'à 8 000 combattants. Une estimation vraisemblablement très exagérée. Début 2016, lors de la mise en place du cantonnement des combattants dans le cadre de l'Accord d'Alger, la CPA déclare avoir 1 700 hommes, cependant dans un rapport rédigé en mars 2016, la MINUSMA estime que la CPA compte en réalité 500 hommes.

## Accusations
Un rapport de l'ONU daté du 8 août 2018 accuse Alkassoum Ag Abdoulaye, le chef d’état-major de la CPA, d'avoir coopéré avec les groupes djihadistes, notamment lors de l'attaque de Soumpi, pour des raisons opportunistes, son objectif étant surtout de récupérer des armes et des munitions. Mohamed Ousmane Ag Mohamedoune est également accusé d'avoir « très activement contribué à retarder la mise en œuvre de la paix et la réconciliation dans les régions de Tombouctou et Gao ».
Le 20 décembre 2018, le Conseil de sécurité de l'ONU adopte des sanctions contre le secrétaire général Mohamed Ousmane Ag Mohamedoun, qui est interdit de voyage pour entrave à l'accord de paix de 2015,.